# Izabela z Asturii
Izabela z Asturii, hiszp. Isabel de Aragón y Castilla (ur. 2 października 1470, zm. 23 sierpnia 1498, w Saragossie) – najstarsza córka Ferdynanda II Aragońskiego i Izabeli I Kastylijskiej, następczyni tronu Kastylii (księżna Asturii) i królowa Portugalii jako pierwsza żona Manuela I.
W 1490 Izabela poślubiła Alfonsa, infanta portugalskiego – następcę króla Jana II Doskonałego, ale ten zmarł kilka miesięcy po ślubie gdy podczas polowania niefortunnie spadł z konia. Kilka lat później, w 1497 została wydana powtórnie za mąż za króla Manuela I Szczęśliwego, wuja Alfonsa i następcę Jana II. W 1497 po śmierci Jana – swojego jedynego brata, została ponownie księżną Asturii i następczynią tronu Kastylii (wcześniej była nią przed narodzinami Jana w latach 1476-1478). W 1498 wydała na świat Michała (Miguela) da Paz, niedoszłego następcę tronu Hiszpanii i Portugalii. Sama Izabela zmarła w połogu, a jej jedyny syn zmarł dwa lata później. Szanse jej męża na zostanie królem Hiszpanii prysły razem z jej śmiercią. Podobnie jak znikły szanse na zjednoczenie królestw iberyjskich wraz ze śmiercią jej syna.
Po 1500, kolejną księżną Asturii i następczynią tronu Kastylii została Joanna Szalona (młodsza siostra Izabeli), która poprzez małżeństwo z Filipem Pięknym „oddała” Hiszpanię Habsburgom. Inna siostra Izabeli – Maria Aragońska, poślubiła owdowiałego Manuela i urodziła mu ośmioro dzieci.